# Libro corale di Eton

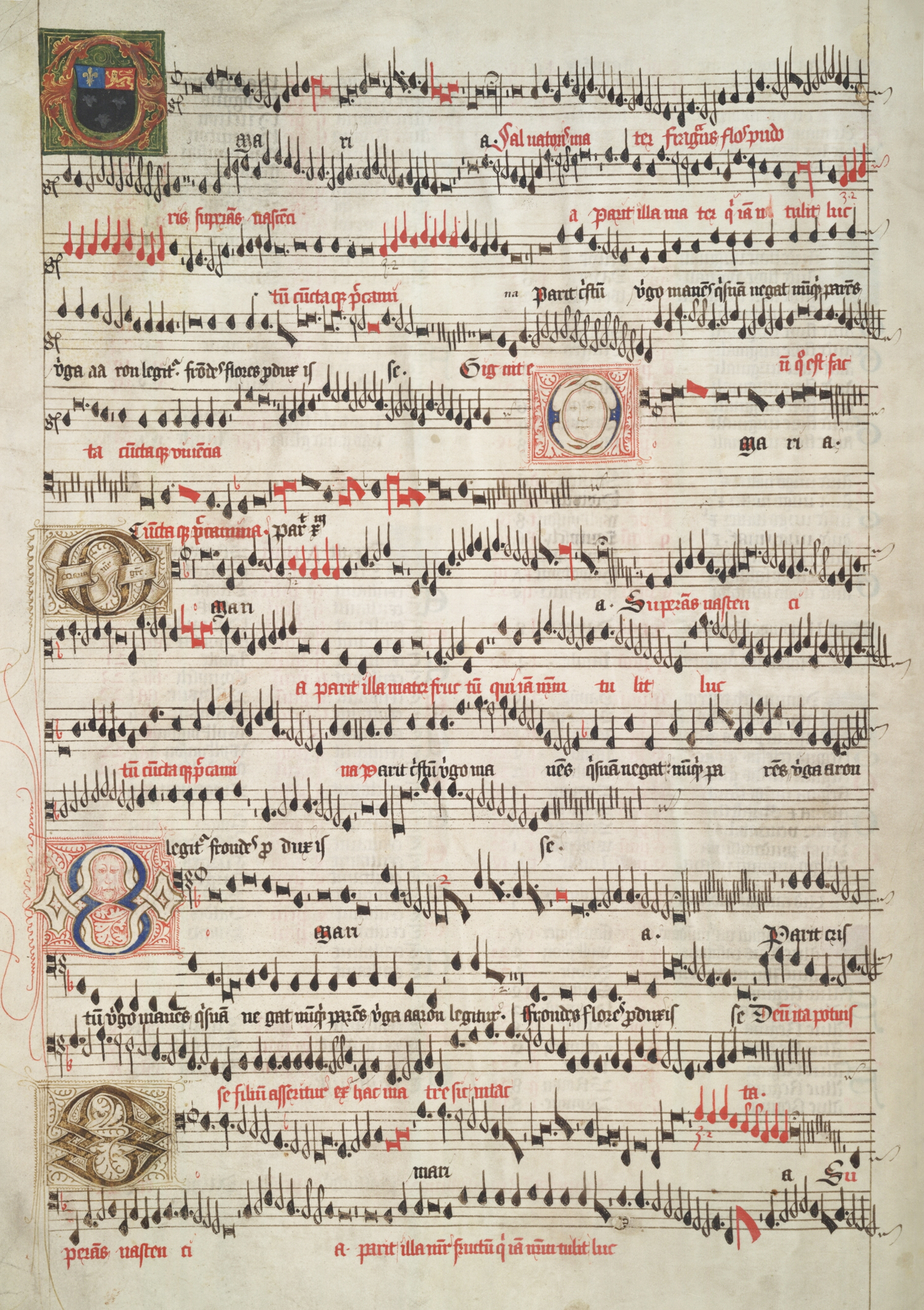
O Maria salvatoris, dal Libro corale di Eton

Il libro corale di Eton (Eton College MS. 178) è un codice musicale manoscritto, riccamente illustrato, di musica sacra inglese composta verso la fine del XV secolo. Esso è stato fra i pochi libri di musica liturgica inglese in lingua latina a sopravvivere alla distruzione susseguente alla dissoluzione dei monasteri in Inghilterra e, originariamente, comprendeva musiche di 24 diversi compositori; comunque, molti dei pezzi sono danneggiati o incompleti. Esso è uno dei tre più grandi libri corali sopravvissuti relativi al primo periodo Tudor (gli altri due sono il Libro corale Lambeth e il Libro corale Caius).

## Storia
Il libro corale venne compilato approssimativamente fra il 1500 ed il 1505 per essere usato all'Eton College; la sua attuale rilegatura risale alla metà del XVI secolo. Degli originari 224 fogli ne rimangono soltanto 126, tra cui l'indice. Nella versione originale vi erano un totale di 93 composizioni ma solo 64 ne sono rimaste complete o in frammenti. Alcuni dei 24 compositori sono noti solo a seguito della loro inclusione nel libro corale di Eton. John Browne vi figura con il maggior numero di composizioni (10), seguito da Richard Davy (9) e Walter Lambe (8).
Stilisticamente, la musica contenuta nel Libro corale di Eton mostra le tre fasi dello sviluppo della prima musica polifonica rinascimentale in Inghilterra. La prima fase è rappresentata dalla musica di Richard Hygons, William Horwood e Gilbert Banester. La maggior parte della musica di questa prima fase è polifonica, ma non imitativa, con contrasto raggiunto alternando il pieno a cinque voci con sezioni cantate da un minor numero di voci. La seconda fase, che comprende musiche di John Browne, Richard Davy e Walter Lambe, utilizza l'imitazione, il cantus firmus e frequenti relazioni incrociate (una caratteristica che sarebbe diventata un suono distintivo della prima polifonia del periodo Tudor). La fase finale riprodotta nel libro corale comprende musiche di William Cornysh e Robert Fayrfax, composte intorno al 1500. Qui sono frequenti gli episodi imitativi, scompare il cantus firmus e in generale il suono della musica è più continentale.
Tutte le composizioni contenute nel libro sono di musica sacra con testo in lingua latina. Vi sono 9 Magnificat, 54 mottetti ed una Passione.

## Registrazioni
- The Rose and The Ostrich Feather, Eton Choirbook Volume I.  Harry Christophers:  The Sixteen.  CORO:  CD COR16026.
- The Crown of Thorns, Eton Choirbook Volume II.  Harry Christophers:  The Sixteen.  CORO:  CD COR16012.
- The Pillars of Eternity, Eton Choirbook Volume III.  Harry Christophers:  The Sixteen.  CORO:  CD COR16022.
- The Flower of All Virginity, Eton Choirbook Volume IV.  Harry Christophers:  The Sixteen.  CORO:  CD COR16018.
- Voices of Angels, Eton Choirbook, Volume V.  Harry Christophers:  The Sixteen.  CORO:  CD COR16002.